# 5C星表
5C星表（英語：5C Survey of Radio Sources，縮寫為5C）是以408 MHz和1,407MHz測量天體電波源的天體目錄。它在1975年至1995年間由 劍橋大學的電波天文學組完成。用於製作此星表的一英里望遠鏡的角解析度在408 MHz和1,407MHz分別為80角秒和23 角秒，並且編目中的電波源比以前編目的任何射電源都要暗淡得多，可以微弱至2毫揚斯基。
對這本目錄中條目的引用使用前綴5C，後跟目錄的部分，「.」，然後是不留空格的條目編號；也就是，5C12.311表示這是5C星表第12部分的第311個條目。

## 外部連結
5C星表已公開提供：
- Publication describing the catalogue
- Data access to the 5C Survey